# Fritz Enskat
Fritz Enskat (Neustadt an der Donau, 1º gennaio 1939 – Clausthal-Zellerfeld, 8 febbraio 2023) è stato un tuffatore tedesco.

## Biografia
Suo padre Fritz Sr. era il bagnino di una piscina all'aperto di Leichlingen. Sua madre Ilse gestiva il chiosco vicino alla piscina.
Ha rappresentato la Squadra Unificata Tedesca ai Giochi olimpici estivi di Roma 1960 nel concorso dei tuffi dalla piattaforma 10 metri, concludendo la competizione al settimo posto in classifica, alle spalle del campione olimpico statunitense Robert Webster e del connazionale Gary Tobian, argento, del britannico Brian Phelps, bronzo, nonché del messicano Roberto Madrigal, quarto, del compagno di squadra tedesco orientale Rolf Sperling, quinto, e del sovietico Gennadij Galkin, sesto.